# Liste der Staatsoberhäupter 1949
Übersicht
◄◄ | ◄ | 1945 | 1946 | 1947 | 1948 | Liste der Staatsoberhäupter 1949 | 1950 | 1951 | 1952 | 1953 | ► | ►►

Weitere Ereignisse

## Afrika
- Ägypten
  - Staatsoberhaupt: König Faruq (1936–1952)
  - Regierungschef:
    - Ministerpräsident Ibrahim Abdel Hadi Pascha (1948–26. Juli 1949)
    - Ministerpräsident Hussein Sirri Pascha (1940–1942, 26. Juli 1949–1950, 1952)

- Äthiopien
  - Staatsoberhaupt: Kaiser Haile Selassie (1930–1974) (1916–1930 Regent, 1936–1941 im Exil)
  - Regierungschef: Ministerpräsident Makonnen Endelkachew (1943–1957)

- Liberia
  - Staats- und Regierungschef: Präsident William S. Tubman (1944–1971)

- Südafrika
  - Staatsoberhaupt: König Georg VI. (1936–1952)
    - Generalgouverneur: Gideon Brand van Zyl (1946–1951)

  - Regierungschef: Ministerpräsident Daniel François Malan (1948–1954)

## Amerika

### Nordamerika
- Kanada
  - Staatsoberhaupt: König Georg VI. (1936–1952)
    - Generalgouverneur: Harold Alexander, 1. Viscount Alexander of Tunis (1946–1952)

  - Regierungschef: Premierminister Louis Saint-Laurent (1948–1957)

- Mexiko
  - Staats- und Regierungschef: Präsident Miguel Alemán Valdés (1946–1952)

- Vereinigte Staaten von Amerika
  - Staats- und Regierungschef: Präsident Harry S. Truman (1945–1953)

### Mittelamerika
- Costa Rica
  - Staats- und Regierungschef:
    - Präsident José Figueres Ferrer (1948–8. November 1949, 1953–1958, 1970–1974)
    - Präsident Otilio Ulate Blanco (8. November 1949–1953)

- Dominikanische Republik
  - Staats- und Regierungschef: Präsident Rafael Trujillo (1930–1938, 1942–1952)

- El Salvador
  - Staats- und Regierungschef: Revolutionärer Regierungsrat (1948–1950)

- Guatemala
  - Staats- und Regierungschef: Präsident Juan José Arévalo (1945–1951)

- Haiti
  - Staats- und Regierungschef: Präsident Dumarsais Estimé (1946–1950)

- Honduras
  - Staats- und Regierungschef:
    - Präsident Tiburcio Carías Andino (1933–1. Januar 1949)
    - Präsident Juan Manuel Gálvez (1. Januar 1949–1954)

- Kuba
  - Staatsoberhaupt: Präsident Carlos Prío Socarrás (1948–1952) (1945–1947 Ministerpräsident)
  - Regierungschef: Ministerpräsident Manuel Antonio de Varona (1948–1950)

- Nicaragua
  - Staats- und Regierungschef: Präsident Víctor Manuel Román y Reyes (1947–1950)

- Panama
  - Staats- und Regierungschef:
    - Präsident Domingo Díaz Arosemena (1948–28. Juli 1949)
    - Präsident Daniel Chanis Pinzón (28. Juli 1949–20. November 1949)
    - Präsident Roberto Francisco Chiari Remón (20. November 1949–24. November 1949, 1960–1964)
    - Präsident Arnulfo Arias (1940–1941, 24. November 1949–1951, 1968)

### Südamerika
- Argentinien
  - Staats- und Regierungschef: Präsident Juan Perón (1946–1955, 1973–1974)

- Bolivien
  - Staats- und Regierungschef:
    - Präsident Enrique Hertzog (1947–22. Oktober 1949)
    - Präsident Mamerto Urriolagoitia Harriague (22. Oktober 1949–1951)

- Brasilien
  - Staats- und Regierungschef: Präsident Eurico Gaspar Dutra (1946–1951)

- Chile
  - Staats- und Regierungschef: Präsident Gabriel González Videla (1946–1952)

- Ecuador
  - Staats- und Regierungschef: Präsident Galo Plaza Lasso (1948–1952)

- Kolumbien
  - Staats- und Regierungschef: Präsident Mariano Ospina Pérez (1946–1950)

- Paraguay
  - Staats- und Regierungschef:
    - Präsident Juan Natalicio González (1948–30. Januar 1949)
    - Präsident Raimundo Rolón (30. Januar 1949–26. Februar 1949) (kommissarisch)
    - Präsident Felipe Molas López (27. Februar 1949–11. September 1949) (bis 14. Mai 1949 kommissarisch)
    - Präsident Federico Chaves (11. September 1949–1954) (bis 1950 kommissarisch)

- Peru
  - Staatsoberhaupt: Vorsitzender der Militärjunta Manuel A. Odría (1948–1950, 1950–1956)

- Uruguay
  - Staats- und Regierungschef: Präsident Luis Batlle Berres (1947–1951, 1955–1956)

- Venezuela
  - Staats- und Regierungschef: Präsident Carlos Delgado Chalbaud (1948–1950)

## Asien

### Ost-, Süd- und Südostasien
- Bhutan
  - Herrscher: König Jigme Wangchuk (1926–1952)

- Republik China (1912–1949)
  - Staatsoberhaupt:
    - Vorsitzender der Nationalregierung Chiang Kai-shek (1943–1949, ab 20. Mai „Präsident“)
    - (amtierend) Vizepräsident Li Zongren (21. Januar–1. Oktober 1949)

  - Regierungschef:
    - Vorsitzender des Exekutiv-Yuans Sun Ke (26. November 1948–12. März 1949)
    - Vorsitzender des Exekutiv-Yuans He Yingqin (12. März–3. Juni 1949)
    - Vorsitzender des Exekutiv-Yuans Yen Hsi-shan (3. Juni–1. Oktober 1949)

- Volksrepublik China
  - Parteichef: Vorsitzender der Kommunistischen Partei Chinas Mao Zedong (1943–1976) (1949–1954 Vorsitzender der zentralen Volksregierung; 1954–1959 Präsident)
  - Staatsoberhaupt: Vorsitzender der zentralen Volksregierung Mao Zedong (1. Oktober 1949–1959)
  - Regierungschef: Ministerpräsident Zhou Enlai (1. Oktober 1949–1976)

- Indien
  - Staatsoberhaupt: Kaiser Georg VI. (1947–1950)
  - Generalgouverneur: C. Rajagopalachari (1948–1950)
  - Regierungschef: Premierminister Jawaharlal Nehru (1947–1964)

- Indonesien (bis zum 27. Dezember Niederländisch-Indien)
  - Staats- und Regierungschef: Präsident Sukarno (1945–1967)
  - Generalgouverneur: Louis Beel (1948–1949)
  - Generalgouverneur: Antonius Hermanus Johannes Lovink (1949)

- Japan
  - Staatsoberhaupt: Kaiser Hirohito (1926–1989)
  - Regierungschef: Premierminister Yoshida Shigeru (1948–1954)

- Nordkorea
  - De-facto-Herrscher: Kim Il-sung (1948–1994)
  - Staatsoberhaupt: Vorsitzender des Präsidiums der Obersten Volksversammlung Kim Du-bong (1948–1957)
  - Regierungschef: Ministerpräsident Kim Il-sung (1948–1972)

- Südkorea
  - Staatsoberhaupt: Präsident Rhee Syng-man (1948–1960)
  - Regierungschef: Premierminister Lee Bum Suk (1948–1950)

- Laos
  - Staatsoberhaupt: König Sisavang Vong (1949–1959), Souveränität einseitig proklamiert
  - Regierungschef: Ministerpräsident Prinz Boun Oum

- Nepal
  - Staatsoberhaupt: König Tribhuvan (1911–1955)
  - Regierungschef: Ministerpräsident Mohan Shamsher Jang Bahadur Rana (1948–1951)

- Pakistan
  - Staatsoberhaupt: König Georg VI. (1947–1952)
  - Generalgouverneur: Khawaja Nazimuddin (1948–1951)
  - Regierungschef: Ministerpräsident Liaquat Ali Khan (1947–1951)

- Siam/Thailand (Namensänderung am 11. Mai)
  - Staatsoberhaupt: König Bhumibol Adulyadej (1946–2016)
  - Regierungschef: Ministerpräsident Phibul Songkhram (1948–1957)

### Vorderasien
- Irak
  - Staatsoberhaupt: König Faisal II. (1939–1958)
  - Regierungschef:
    - Ministerpräsident Muzahim el Patschatschi (1948–1949)
    - Ministerpräsident Nuri as-Said (6. Januar–10. Dezember 1949)
    - Ministerpräsident Ali Dschawdat al-Aiyubi (1949–1950)

- Iran
  - Staatsoberhaupt: Schah Mohammad Reza Pahlavi (1941–1979)
  - Regierungschef:
    - Ministerpräsident Ahmad Qavam al-Saltaneh (1946–Januar 1948)
    - Ministerpräsident Ebrahim Hakimi (1948)
    - Ministerpräsident Abdolhossein Hazhir (1948)
    - Ministerpräsident Mohammad Sa'ed Maraghei (1948–1950)

- Israel
  - Staatsoberhaupt: Präsident Chaim Weizmann (1948–1952)
  - Regierungschef: Ministerpräsident David Ben Gurion (1948–1953)

- Jemen
  - Staatsoberhaupt: König Ahmad ibn Yahya (1948–1962)

- Saudi-Arabien
  - Staatsoberhaupt und Regierungschef: König Abd al-Aziz ibn Saud (1932–1953)

- Transjordanien/Jordanien
  - Herrscher: König Abdallah ibn Husain I. (1946–1951)

### Zentralasien
- Afghanistan
  - Staatsoberhaupt: König Mohammed Sahir Schah (1933–1973)
  - Regierungschef: Ministerpräsident Sardar Schah Mahmud Khan (1946–1953)

- Mongolei
  - Staatsoberhaupt: Vorsitzender des Großen Volks-Churals Gontschigiin Bumtsend (1940–1953)
  - Regierungschef: Vorsitzender des Ministerrates Chorloogiin Tschoibalsan (1939–1952)

- Tibet (umstritten)
  - Herrscher: Dalai Lama Tendzin Gyatsho (1935–1951)

## Australien und Ozeanien
- Australien
  - Staatsoberhaupt: König Georg VI. (1936–1952)
  - Generalgouverneur: William McKell (1947–1953)
  - Regierungschef:
    - Premierminister Ben Chifley (1945–19. Dezember 1949)
    - Premierminister Robert Menzies (19. Dezember 1949–1966)

- Neuseeland
  - Staatsoberhaupt: König Georg VI. (1936–1952)
  - Generalgouverneur Bernard Freyberg (1946–1952)
  - Regierungschef:
    - Premierminister Peter Fraser (1940–13. Dezember 1949)
    - Premierminister Sidney Holland (13. Dezember 1949–1957)

## Europa
- Albanien
  - Parteichef: Generalsekretär der albanischen Arbeiterpartei Enver Hoxha (1948–1985) (ab 1954 1. Sekretär) (1946–1954 Ministerpräsident)
  - Staatsoberhaupt: Vorsitzender des Präsidiums der Volksversammlung Omer Nishani (1946–1953)
  - Regierungschef: Ministerpräsident Enver Hoxha (1946–1954) (1941–1985 Parteichef)

- Andorra
  - Co-Fürsten:
    - Staatspräsident von Frankreich: Vincent Auriol (1947–1954)
    - Bischof von Urgell: Ramon Iglésias Navarri (1943–1969)

- Belgien
  - Staatsoberhaupt: König Leopold III. (1934–1951) (1940–1945 in deutscher Gefangenschaft, 1945–1950 im Schweizer Exil)
    - Regent: Prinz Karl (1944–1950)

  - Regierungschef:
    - Ministerpräsident Paul-Henri Spaak (1938–1939, 1946, 1947–11. August 1949)
    - Ministerpräsident Gaston Eyskens (11. August 1949–1950, 1958–1961, 1968–1973)

- Bulgarien
  - Parteichef:
    - Generalsekretär der Bulgarischen Kommunistischen Partei Georgi Dimitrow (1946–2. Juli 1949) (1946–1949 Ministerpräsident)
    - Generalsekretär der Bulgarischen Kommunistischen Partei Wassil Kolarow (2. Juli 1949–1950) (1946–1947 Vorsitzender des provisorischen Präsidiums; 1949–1950 Ministerpräsident)
    - Generalsekretär der Bulgarischen Kommunistischen Partei Walko Tscherwenkow (2. Juli 1949–1954) (1950–1956 Ministerpräsident)

  - Staatsoberhaupt: Vorsitzender des Präsidiums der Nationalversammlung Mintscho Nejtschew (1947–1950)
  - Regierungschef:
    - Vorsitzender des Ministerrats Georgi Dimitrow (1946–2. Juli 1949) (1946–1949 Parteichef)
    - Vorsitzender des Ministerrats Wassil Kolarow (1949–1950) (2. Juli 1949–1950 Parteichef, 1946–1947 Vorsitzender des provisorischen Präsidiums)

- Dänemark
  - Staatsoberhaupt: König Friedrich IX. (1947–1972)
  - Regierungschef: Ministerpräsident Hans Hedtoft (1947–1950, 1953–1955)
  - Färöer (politisch selbstverwalteter und autonomer Bestandteil des Königreichs Dänemark)
    - Vertreter der dänischen Regierung: Reichsombudsmann Cai A. Vagn-Hansen (1948–1954)
    - Regierungschef: Ministerpräsident Andrass Samuelsen (1948–1950)

- Deutschland (bis 1949 unter alliierter Besatzung)
  - Amerikanische Besatzungszone
    - Militärgouverneur: Lucius D. Clay (1947–14. Mai 1949)
    - Militärgouverneur: Clarence R. Huebner (15. Mai 1949–1. September 1949) (kommissarisch)
    - Hoher Kommissar: John J. McCloy (2. September 1949–1952)

  - Britische Besatzungszone
    - Militärgouverneur: Brian Robertson (1947–21. September 1949)

  - Französische Besatzungszone
    - Militärgouverneur: Pierre Koenig (1945–21. September 1949)

  - Sowjetische Besatzungszone
    - Chef der Sowjetischen Militäradministration: Wassili Sokolowski (1946–29. März 1949)
    - Chef der Sowjetischen Militäradministration: Wassili Tschuikow (29. März 1949–10. Oktober 1949)

- Bundesrepublik Deutschland (selbständig seit 7. September 1949) (1949–1955 unter Besatzungsrecht)
  - Staatsoberhaupt:
    - Bundesratspräsident Karl Arnold (7. September 1949–12. September 1949) (kommissarisch)
    - Bundespräsident Theodor Heuss (12. September 1949–1959)

  - Regierungschef: Bundeskanzler Konrad Adenauer (16. September 1949–1963)

- Deutsche Demokratische Republik (selbständig seit 7. Oktober 1949)
  - Parteichef:
    - Vorsitzender der SED Wilhelm Pieck (1946–1950) (1949–1960 Präsident)
    - Vorsitzender der SED Otto Grotewohl (1946–1950) (1949–1964 Ministerpräsident)

  - Staatsoberhaupt:
    - Präsident der Volkskammer Präsident der DDR (7. Oktober 1949–11. Oktober 1949, 1960) (kommissarisch)
    - Präsident Wilhelm Pieck (11. Oktober 1949–1960) (1946–1950 Parteichef)

  - Regierungschef: Ministerpräsident Otto Grotewohl (12. Oktober 1949–1964) (1946–1950 Parteichef)

- Finnland
  - Staatsoberhaupt: Präsident Juho Kusti Paasikivi (1946–1956) (1918, 1944–1946 Ministerpräsident)
  - Regierungschef: Ministerpräsident Karl-August Fagerholm (1948–1950, 1956–1957, 1958–1959)

- Frankreich
  - Staatsoberhaupt: Präsident Vincent Auriol (1947–1954)
  - Regierungschef:
    - Präsident des Ministerrats Henri Queuille (1948–28. Oktober 1949, 1950, 1951)
    - Präsident des Ministerrats Georges Bidault (28. Oktober 1949–1950)

- Griechenland
  - Staatsoberhaupt: König Paul (1947–1964)
  - Regierungschef:
    - Ministerpräsident Themistoklis Sofoulis (1924, 1945–1946, 1947–24. Juni 1949)
    - Ministerpräsident Alexandros Diomidis (24. Juni 1949–1950) (bis 30. Juni 1949 kommissarisch)

- Irland
  - Staatsoberhaupt: Präsident Seán Ó Ceallaigh (1945–1959)
  - Regierungschef: Taoiseach John A. Costello (1948–1951, 1954–1957)

- Island
  - Staatsoberhaupt: Präsident Sveinn Björnsson (1944–1952)
  - Regierungschef:
    - Ministerpräsident Stefán Jóhann Stefánsson (1947–6. Dezember 1949)
    - Ministerpräsident Ólafur Thors (1944–1947, 6. Dezember 1949–1950, 1953–1956, 1959–1963)

- Italien
  - Staatsoberhaupt: Präsident Luigi Einaudi (1948–1955)
  - Regierungschef: Ministerpräsident Alcide De Gasperi (1945–1953) (1946 Staatsoberhaupt)

- Jugoslawien
  - Staatsoberhaupt: Präsident Ivan Ribar (1945–1953)
  - Regierungschef: Ministerpräsident Josip Broz Tito (1945–1963) (1953–1980 Präsident)

- Liechtenstein
  - Staatsoberhaupt: Fürst Franz Josef II. (1938–1989)
  - Regierungschef Alexander Frick (1945–1962)

- Luxemburg
  - Staatsoberhaupt: Großherzogin Charlotte (1919–1964)
  - Regierungschef: Staatsminister Pierre Dupong (1937–1953)

- Monaco
  - Staatsoberhaupt:
    - Fürst Louis II. (1922–9. Mai 1949)
    - Fürst Rainier III. (9. Mai 1949–2005)

  - Regierungschef:
    - Staatsminister Pierre Blanchy (1944, 4. Januar 1949–12. Juli 1949, 1962–1963) (kommissarisch)
    - Staatsminister Jacques Léon Rueff (12. Juli 1949–1950)

- Niederlande
  - Staatsoberhaupt: Königin Juliana (1948–1980)
  - Regierungschef: Ministerpräsident Willem Drees (1948–1958)

- Norwegen
  - Staatsoberhaupt: König Haakon VII. (1906–1957)
  - Regierungschef: Ministerpräsident Einar Gerhardsen (1945–1951, 1955–1963, 1963–1965)

- Österreich (besetzt)
  - Staatsoberhaupt: Bundespräsident Karl Renner (1945–1950)
  - Regierungschef: Bundeskanzler Leopold Figl (1945–1953)

- Polen
  - Staatsoberhaupt: Präsident Bolesław Bierut (1944–1952) (bis 1947 Präsident des Landesnationalrates, 1952–1954 Ministerpräsident, 1948–1954 Parteichef)
  - Regierungschef: Ministerpräsident Józef Cyrankiewicz (1947–1952, 1954–1970) (1970–1972 Staatsratsvorsitzender)

- Portugal
  - Staatsoberhaupt: Präsident António Oscar de Fragoso Carmona (1925–1951)
  - Regierungschef: Ministerpräsident António de Oliveira Salazar (1932–1968)

- Rumänien
  - Staatsoberhaupt: Präsident des Präsidiums der Nationalversammlung Constantin Parhon (1948–1952)
  - Regierungschef: Ministerpräsident Petru Groza (1945–1952)

- San Marino
  - Capitani Reggenti:
    - Giordano Giacomini (1948–1. April 1949, 1953–1954, 1957) und Domenico Tomassoni (1948–1. April 1949)
    - Ferruccio Martelli (1914, 1918, 1945–1946, 1. April 1949–1. Oktober 1949) und Primo Bugli (1. April 1949–1. Oktober 1949, 1955–1956, 1973, 1976–1977)
    - Vincenzo Pedini (1946, 1. Oktober 1949–1950, 1953) und Agostino Biordi (1. Oktober 1949–1950, 1959, 1962–1963)

  - Regierungschef: Außenminister Gino Giancomini (1945–1957)

- Schweden
  - Staatsoberhaupt: König Gustav V. (1907–1950)
  - Regierungschef: Ministerpräsident Tage Erlander (1946–1969)

- Schweiz[1]
  - Bundespräsident: Ernst Nobs (1949)
  - Bundesrat:
    - Philipp Etter (1934–1959)
    - Enrico Celio (1940–1950)
    - Karl Kobelt (1941–1954)
    - Eduard von Steiger (1941–1951)
    - Ernst Nobs (1944–1951)
    - Max Petitpierre (1945–1951)
    - Rodolphe Rubattel (1948–1954)

- Sowjetunion
  - Parteichef: Generalsekretär der KPdSU Josef Stalin (1922–1953)
  - Staatsoberhaupt: Vorsitzender des Präsidiums des obersten Sowjets Nikolai Schwernik (1946–1953)
  - Regierungschef: Vorsitzender des Ministerrats Josef Stalin (1941–1953)

- Spanien
  - Staats- und Regierungschef: Caudillo Francisco Franco (1939–1975)

- Tschechoslowakei
  - Staatsoberhaupt: Präsident Klement Gottwald (1948–1953) (1946–1948 Ministerpräsident, 1929–1953 Vorsitzender der KPČ)
  - Regierungschef: Ministerpräsident Antonín Zápotocký (1948–1953) (1953–1957 Präsident)

- Türkei
  - Staatsoberhaupt: Präsident İsmet İnönü (1938–1950)
  - Regierungschef:
    - Ministerpräsident Hasan Saka (1947–16. Januar 1949)
    - Ministerpräsident Şemsettin Günaltay (16. Januar 1949–1950)

- Ungarn
  - Parteichef: Generalsekretär der Partei der Ungarischen Werktätigen Mátyás Rákosi (1945–1956) (1946, 1947, 1952–1953 Ministerpräsident)
  - Staatsoberhaupt:
    - Vorsitzender des Präsidentschaftsrats Árpád Szakasits (1948–1950)

  - Regierungschef: Ministerpräsident István Dobi (1948–1952) (1952–1957 Präsident)

- Vatikanstadt
  - Staatsoberhaupt: Papst Pius XII. (1939–1958)

- Vereinigtes Königreich
  - Staatsoberhaupt: König Georg VI. (1936–1952)
  - Regierungschef: Premierminister Clement Attlee (1945–1951)